# Asa Earl Carter
Asa Earl Carter (n. 4 septembrie 1925, Anniston, Alabama, SUA – d. 7 iunie 1979, Abilene, Texas, SUA) a fost un susținător al segregației și spre finalul vieții scriitor de romane western. Acesta este coredactor ai celebrei propoziții „Segregație acum, segregație mâine, segregație pentru totdeauna” din discursul susținut de George Wallace din 1963 și a candidat la funcția de guvernator al statului Alabama din partea Partidului Democrat. Ani mai târziu, sub pseudonimul Forrest Carter, acesta redactează lucrarea The Rebel Outlaw: Josey Wales (1972) - ecranizată în 1976 - și The Education of Little Tree⁠(d), un memoriu bestseller care s-a dovedit mai târziu a fi fals.
În 1976, după succesul ecranizării lucrării sub titlul The Outlaw Josey Wales⁠(d),The New York Times a dezvăluit că Forrest Carter era de fapt sudistul Asa Carter. Activitățile din trecutul său au devenit știri naționale în 1991 după ce presupusele sale memorii - The Education of Little Tree - au fost reeditate și au câștigat premiul American Booksellers Book of the Year (ABBY).
Înainte de cariera sa literară sub pseudonimul Forrest, Carter a activat în mediul politic din Alabama în calitate de critic al mișcării pentru drepturile civile⁠(d): a redactat discursul guvernatorului segregaționist George Wallace, a înființat Consiliul Cetățenilor din Alabama de Nord - o filială a organizației White Citizens' Councils⁠(d) -, un grup Ku Klux Klan independent și o revistă lunară prosegregație intitulată The Southherner.